# 奇利夫雷
奇利夫雷是巴拿马巴拿马省巴拿马区的一个市。2010年时人口为53,955。 该市2000年时人口为27,135，1990年时人口为40,475。